# Zin Mar Aung
Dans ce nom, le nom de famille, Zin, précède le nom personnel.
Zin Mar Aung, née le 14 septembre 1976, est une militante birmane pour la démocratie, ayant reçu le Prix international Femme de courage en 2012, et une femme politique de la Ligue nationale pour la démocratie.

## Biographie
Elle est née en 1976 à Rangoun, fille aînée au sein d'une famille bouddhiste de la classe moyenne. Son père est professeur d'anglais. Elle vit une première expérience militante à l'âge de 11 ans en se joignant en août 1988, un peu par hasard et par curiosité, à une manifestation pacifique  comprenant dans son cortège quelques connaissances plus âgées et amis de son école. Ce jour-là, l'armée tire sur une partie de la manifestation. Plusieurs des amis de Zin Mar Aung figurent parmi les morts,. Elle poursuit des études en botanique,. Impliquée en faveur du mouvement pour la démocratie, elle est arrêtée en septembre 1998, à son domicile, à la suite de distributions de tracts et de lectures publiques, et condamnée à 28 ans de prison. Durant son emprisonnement, elle se passionne pour l'histoire, mais étudie aussi le bouddhisme, l'action non-violente, les suffragettes américaines, etc., grâce à des ouvrages apportés par son père au pénitencier de Mandalay,.
Elle est libérée en 2009, ayant effectué 11 ans de sa peine. Elle crée un groupe d'étude  sur la culture et la démocratie en Asie, ainsi qu'une association d'entraide pour les femmes d'ex-prisonniers politiques, et l'École de sciences politiques de Rangoun,. Elle cofonde également un groupe pour l'autonomie des femmes, et à partir de 2012, elle dirige une organisation de sensibilisation aux questions touchant les minorités ethniques dans les zones de conflit. Cette année-là, elle devient la première Birmane récompensée par le Prix international Femme de courage. Elle n'hésite pas à vilipender le nationaliste et les positions anti-musulmanes de certains bonzes. Elle reproche au gouvernement de jouer dangereusement  des idées nationalistes et d'un chauvinisme bouddhiste plutôt que de construire une démocratie multiculturelle. Dans la même logique, elle écrit une lettre ouverte au président Thein Sein pour s'élever contre la loi sur les mariages interreligieux qu'elle considère comme une législation raciste et machiste.
Elle se présente aux élections législatives birmanes de 2015, où elle est candidate de la Ligue nationale pour la démocratie, et est élue.